# Piszczany (przystanek kolejowy)
Piszczany (ukr. Піщани, ros. Пещаны) – przystanek kolejowy w miejscowości Piszczany, w rejonie stryjskim, w obwodzie lwowskim, na Ukrainie. Położony jest na linii Tarnopol – Stryj.